# Withius paradoxus
Espèce
Synonymes
- Chelifer paradoxus Ellingsen, 1912
- Stenowithius crassipes Lawrence, 1937

Withius paradoxus est une espèce de pseudoscorpions de la famille des Withiidae.

## Distribution
Cette espèce se rencontre en Afrique du Sud, au Kenya et en Éthiopie,.

## Description
L'holotype mesure 2,22 mm.

## Systématique et taxinomie
Cette espèce a été décrite sous le protonyme Chelifer paradoxus par Ellingsen en 1912. Elle est placée dans le genre Afrowithius par Chamberlin en 1931 puis dans le genre Withius par Harvey en 2015.
Stenowithius crassipes a été placée en synonymie par Harvey en 2015.

## Publication originale
- Ellingsen, 1912 : « The pseudoscorpions of South Africa, based on the collections of the South African Museum, Cape Town. » Annals of the South African Museum, vol. 10, p. 75-128 (texte intégral).